# Utkání hvězd české a slovenské extraligy 2005
Utkání hvězd české a slovenské extraligy 2005 se uskutečnilo 22. ledna roku 2005 v Ostravě. Před zahájením samotného utkání sehráli exhibiční zápas výběry českých a moravských hokejových manažerů, poté přišly na řadu dovednostní soutěže.

## Exhibiční utkání hokejových manažerů
| 22. ledna 2005 | Výběr moravských manažerů | 7:10 (2:3, 2:2, 3:5) | Výběr českých manažerů |  |  |

| Zpráva                                                               |                                                                      |  |                                                                         |
| 2x Miroslav Fryčer 2x Aleš Pavlík Halas Ladislav Svozil Martin Urban | 2x Miroslav Fryčer 2x Aleš Pavlík Halas Ladislav Svozil Martin Urban |  | 2x Píša Kusý Pavel Rohlík Milan Razým Holý Novotný Doležal Vaněk Pázler |

## Soupisky
| Brankáři | Marek Pinc        | HC Vítkovice            |
|          | Igor Murín        | HC Hamé Zlín            |
| Obránci  | Jiří Šlégr        | HC Chemopetrol          |
|          | Tomáš Kaberle     | HC Rabat Kladno         |
|          | Jaroslav Špaček   | HC Lasselsberger Plzeň  |
|          | František Kaberle | HC Rabat Kladno         |
|          | Jiří Fischer      | Bílí Tygři Liberec      |
|          | Pavel Kubina      | HC Vítkovice            |
|          | Karel Pilař       | HC Sparta Praha         |
|          | Martin Hlavačka   | HC Energie Karlovy Vary |
| Útočníci | David Výborný     | HC Sparta Praha         |
|          | Martin Straka     | HC Lasselsberger Plzeň  |
|          | Martin Procházka  | HC Rabat Kladno         |
|          | Jaroslav Balaštík | HC Hamé Zlín            |
|          | Petr Čajánek      | HC Hamé Zlín            |
|          | Petr Leška        | HC Hamé Zlín            |
|          | Václav Nedorost   | Bílí Tygři Liberec      |
|          | Michal Mikeska    | HC Moeller Pardubice    |
|          | Radim Vrbata      | Bílí Tygři Liberec      |
|          | Zbyněk Irgl       | HC Vítkovice            |
|          | Peter Pucher      | HC Znojemští Orli       |
|          | Marek Uram        | HC Znojemští Orli       |
| Trenéři  | Ernest Bokroš     | HC Hamé Zlín            |
|          | Vladimír Vůjtek   | HC Vítkovice            |

| Brankáři | Michal Fikrt      | HK Nitra                |
|          | Karol Křižan      | HKm Zvolen              |
| Obránci  | Dušan Milo        | HKm Nitra               |
|          | Ľubomír Višňovský | HC Slovan Bratislava    |
|          | Juraj Kledrowetz  | HC Košice               |
|          | Jerguš Bača       | HK 32 Liptovský Mikuláš |
|          | Jozef Čierny      | HKm Zvolen              |
|          | Radoslav Suchý    | HK Poprad               |
|          | Jiří Heš          | HK Dukla Trenčín        |
|          | Daniel Babka      | HKm Zvolen              |
| Útočníci | Richard Kapuš     | HC Slovan Bratislava    |
|          | Martin Hujsa      | HC Slovan Bratislava    |
|          | Miroslav Šatan    | HC Slovan Bratislava    |
|          | Jiří Bicek        | HC Košice               |
|          | Arne Kroták       | HC Košice               |
|          | Jaroslav Kmiť     | HC Košice               |
|          | Peter Fabuš       | HK Dukla Trenčín        |
|          | Miroslav Zálešák  | HC Chemopetrol Litvínov |
|          | Rudolf Huna       | HK 32 Liptovský Mikuláš |
|          | Ľubomír Kolník    | HK Nitra                |
|          | Michal Beran      | MsHK KP Žilina          |
|          | Roman Kontšek     | MsHK KP Žilina          |
| Trenéři  | Dušan Gregor      | HC Košice               |
|          | Ján Šterbák       |                         |

## Souhrn zápasu
| 22. ledna 2005 | Česká extraliga | 14:6 (5:2, 3:2, 6:2) | Slovenská extraliga | Návštěvnost: 8 000 |  |

| Zpráva | |          | |                                       |
| Marek Pinc - 30 Igor Murín | Marek Pinc - 30 Igor Murín | Brankáři | Michal Fikrt - 30 Karol Křižan | Rozhodčí: Lauff Čároví: Čížek Padevět |
| 3. Radim Vrbata (Michal Mikeska, Jiří Fischer) 9. Tomáš Kaberle (Martin Procházka, Martin Straka) 12. Marek Uram (Zbyněk Irgl) 12. Zbyněk Irgl (Peter Pucher) 16. Pavel Kubina (Jiří Fischer, Michal Mikeska) 21. Radim Vrbata (Pavel Kubina) 29. Jiří Šlégr (Martin Procházka, David Výborný) 40. Peter Pucher (Karel Pilař, Martin Hlavačka) 42. Radim Vrbata (Jiří Fischer) 43. Marek Uram (Bez asistence) 49. Marek Uram (Peter Pucher) 54. Martin Hlavačka (Zbyněk Irgl) 54. Martin Straka (David Výborný, Tomáš Kaberle) 57. Václav Nedorost (Michal Mikeska) | 3. Radim Vrbata (Michal Mikeska, Jiří Fischer) 9. Tomáš Kaberle (Martin Procházka, Martin Straka) 12. Marek Uram (Zbyněk Irgl) 12. Zbyněk Irgl (Peter Pucher) 16. Pavel Kubina (Jiří Fischer, Michal Mikeska) 21. Radim Vrbata (Pavel Kubina) 29. Jiří Šlégr (Martin Procházka, David Výborný) 40. Peter Pucher (Karel Pilař, Martin Hlavačka) 42. Radim Vrbata (Jiří Fischer) 43. Marek Uram (Bez asistence) 49. Marek Uram (Peter Pucher) 54. Martin Hlavačka (Zbyněk Irgl) 54. Martin Straka (David Výborný, Tomáš Kaberle) 57. Václav Nedorost (Michal Mikeska) |          | 6. Ľubomír Višňovský (Martin Hujsa) 10. Miroslav Šatan (Martin Hujsa, Ľubomír Višňovský) 24. Jiří Bicek (Arné Kroták, Jaroslav Kmiť) 25. Michal Beran (Jozef Čierny) 51. Jerguš Bača (Jiří Bicek, Arné Kroták) 60. Juraj Kledrowetz (Peter Fabuš) | Rozhodčí: Lauff Čároví: Čížek Padevět |

## Individuální soutěže
| Disciplína:                       | Hráč:                    | Klub:              |
| Soutěž o nejrychlejšího bruslaře  | Radim Vrbata (14,479 s.) | Bílí Tygři Liberec |
| Soutěž brankářů - štafeta nájezdů | Michal Fikrt             | HK Nitra           |